# Aerides inflexa
Aerides inflexa är en orkidéart som beskrevs av Johannes Elias Teijsmann och Simon Binnendijk. Aerides inflexa ingår i släktet Aerides och familjen orkidéer. Inga underarter finns listade i Catalogue of Life.